# Liman Kalesi
Liman Kalesi (türkisch für Hafenburg, auch Ak Liman oder Ağa Limanı) ist die Ruine einer wahrscheinlich osmanischen Burganlage in Kilikien in der Südtürkei.

## Lage
Die Burg liegt im Landkreis Silifke der türkischen Provinz Mersin, etwa sechs Kilometer südwestlich von Taşucu, dem antiken Holmoi, und 15 Kilometer südwestlich der Kreisstadt Silifke, früher Seleukia am Kalykadnos. Sie steht auf einer Landzunge in der Bucht von Taşucu. Eine Einbuchtung in dieser Landzunge im Osten des Bauwerks bildete einen kleinen natürlichen Hafen. In der westlich der Halbinsel gelegenen Bucht liegt der Weiler Boğsak mit der vorgelagerten Insel Boğsak Adası, auf der sich die Ruinen des antiken Nesulion befinden. Nordöstlich der Burg liegen in 3,5 Kilometer Entfernung die Überreste des frühbyzantinischen Ortes Mylai. Westlich der Halbinsel führt die Fernstraße D-400 vorbei, die der Mittelmeerküste folgt. Zwischen Straße und Burghügel liegt das militärische Gelände eines NATO-Hafens, sodass die Burg heute nicht zugänglich ist.

## Geschichte
Im 17. Jahrhundert wurde Ağa Limanı als Piratennest bezeichnet. Cosimo II., Herzog des Großherzogtums Toskana, sandte 1613 sechs Kriegsschiffe aus, um christliche Geiseln aus der Gewalt der dort verschanzten Piraten zu befreien. Aus der Beschreibung der Befestigung ergibt sich ein Terminus ante quem für die Erbauung der Anlage. Anhand der Mauertechnik und bautechnischer Details kann die Burg jünger datiert werden als die karamanidische Festung Mamure Kalesi, aber älter als die Külliye von Payas im östlichen Kilikien. Damit ergibt sich nach Friedrich Hild und Hansgerd Hellenkemper, die in den 1970er- und 80er-Jahren Kilikien bereisten, ein Baudatum in osmanischer Zeit.
Der britische Kapitän Francis Beaufort, der im Auftrag der Admiralität in den Jahren 1811–12 die kilikische Küste erkundete, beschreibt die Bucht mit der Burg als Hafen von Silifke, wenn Silifke eines Hafens bedürfe. Die deutschen Altertumsforscher Rudolf Heberdey und Adolf Wilhelm besuchten den Ort 1896 und bezeichneten die Burg als ernüchtend langweilige Veste.

## Burganlage
Die Burganlage hat einen achteckigen, annähernd ovalen Grundriss mit einem Durchmesser von Norden nach Süden von etwa 120 Metern, von Westen nach Osten 70 Meter. Sie besteht aus einem Donjon im Norden, auf der Kuppe des Hügels, und zwei daran anschließenden Burghöfen. Der rechteckige Donjon stellt den ältesten Teil der Wehranlage dar. Er ist zweigeschossig und wurde in späterer Zeit um ein Stockwerk erhöht, was an vermauerten Zinnen in der Außenwand erkennbar ist. Den oberen Abschluss bildet eine mit Zinnen umkränzte Plattform. Das Sockelgeschoss verfügte über einen, später vermauerten, Eingang vom nördlichen Hof, die Obergeschosse waren über Außentreppen zugänglich.
An den Turm schließen sich im Süden die beiden umwehrten Höfe an, die durch eine etwa west-östlich verlaufende Mauer getrennt sind. Von den bis zu 1,60 Meter breiten Mauern des nördlichen, größeren Hofes, die sich dem etwa zehn Meter abfallenden Gelände anpassen, sind nur wenige Teile im Norden bis zur Zinnenhöhe erhalten. Auf der Innenseite führten Treppen zu den Wehrgängen, in der Südwestecke sind Reste eines Gebäudes mit Gurtbögen und einer Zisterne zu erkennen. Ein Tor war sicher vorhanden, es muss im Bereich der Breschen gelegen haben, seine genaue Lage lässt sich nicht klären. Die Mauern des Südhofes sind nahezu vollständig vorhanden, sie haben eine Stärke von bis zu 3,10 Metern. Das Mauerwerk besteht aus unterschiedlichen, größtenteils handquaderförmigen Steinen und Bruchstein. Einzelne größere Quader sind vermutlich Spolien, deren Herkunft unklar ist. Ein Zugang zum südlichen Hof bestand lediglich vom Nordteil, im Osten der Trennmauer. Deren Zinnen waren nach Norden gerichtet, sodass der Südhof unabhängig verteidigt werden konnte. In den Außenmauern zur Hafenseite sind Kanonenöffnungen ausgespart, die Zinnen wurden in einer späteren Bauphase vermauert.